# アール・W・エマースン
アール・W・エマースン（Earl Emerson、1948年 - ）は、アメリカ合衆国の推理作家。ワシントン州タコマ出身。
代表作はマック・フォンタナ シリーズとトーマス・ブラック シリーズの2シリーズだが、その他にもスリラー小説なども発表している。1986年に『不幸な相続人』（原題：Poverty Bay ）でシェイマス賞 ペーパーバック賞を受賞、エドガー賞にノミネートされた。シアトルの消防署の副署長でもある。現在は同州ノース・ベンドに暮らしている。

## 作品リスト

### トーマス・ブラック シリーズ
- The Rainy City (1985)
- 不幸な相続人 Poverty Bay （ 1985年 /  1990年5月 北代晋一訳 扶桑社）
- 凍った探偵 Nervous Laughter （ 1985年 /  1990年2月 北代晋一訳 扶桑社）
- Fat Tuesday (1987)
- Deviant Behavior (1988)
- Yellow Dog Party (1991)
- The Portland Laugher (1994)
- The Vanishing Smile (1995)
- The Million-Dollar Tattoo (1996)
- Deception Pass (1997)
- Catfish Cafe (1999)
- Cape Disappointment (2009)

### マック・フォンタナ シリーズ
- 黒い炎と踊れ Black Hearts and Slow Dancing （ 1988年 /  1989年12月 羽田詩津子訳 早川書房）
- Help Wanted: Orphans Preferred (1990)
- Morons and Madmen (1993)
- Going Crazy in Public (1996)
- The Dead Horse Paint Company (1997)

### その他
- Vertical Burn (2002)
- Into the Inferno (2003)
- Pyro (2004)
- The Smoke Room (2005)
- Firetrap (2006)
- Primal Threat (2008)

## 受賞・ノミネート歴
| 作品                              | 年     | 賞                            | 結果       |
| --------------------------------- | ------ | ----------------------------- | ---------- |
| 『不幸な相続人』 "Poverty Bay"    | 1986年 | シェイマス賞 ペーパーバック賞 | 受賞       |
| 『不幸な相続人』 "Poverty Bay"    | 1986年 | アンソニー賞 ペーパーバック賞 | ノミネート |
| 『不幸な相続人』 "Poverty Bay"    | 1986年 | エドガー賞 ペーパーバック賞   | ノミネート |
| "The Rainy City"                  | 1986年 | シェイマス賞 ペーパーバック賞 | ノミネート |
| 『凍った探偵』 "Nervous Laughter" | 1987年 | シェイマス賞 ペーパーバック賞 | ノミネート |
| "Deviant Behavior"                | 1989年 | シェイマス賞 ペーパーバック賞 | ノミネート |
| Morons and Madmen                 | 1994年 | アンソニー賞 長編賞           | ノミネート |
| The Vanishing Smile               | 1996年 | アンソニー賞 カバー絵賞       | ノミネート |
| The Vanishing Smile               | 1996年 | シェイマス賞 長編賞           | ノミネート |
| Deception Pass                    | 1998年 | アンソニー賞 長編賞           | ノミネート |
| Deception Pass                    | 1998年 | シェイマス賞 長編賞           | ノミネート |